# Нургазиев, Айрат Айттанович
Айрат Айттанович Нургазиев (13 января 1958) — энергетик, педагок,шашечный деятель, тренер, спортсмен. Президент общественного фонда "Интеллектуальный спортивный клуб „Кибер100“". Заслуженный тренер Республики Казахстан, Судья Международной категории Всемирной шашечной федерации FMJD, член Этического Комитета FMJD, мастер FMJD, мастер спорта международного класса, неоднократный Чемпион Республики Казахстан по международным 100-клеточным шашкам.
Независимый директор АО "КазТрансГаз".
Среди учеников — Юрий Носов, участник чемпионата мира, многократный чемпион Казахстана,
Геннадий Никифоров - 2-кратный Чемпион Мира по 100-клеточным шашкам среди незрячих.
FMJD-Id: 18474

## Образование
1975—1981 годы — Московский энергетический институт (Кибернетика электрических систем, Инженер-электрик),
1984-1987 годы - аспирант Алматинского энергетического института - Кандидат технических наук.

## Спорт
Чемпион и призер Азии по международным шашкам среди ветеранов - 2015 год - Ташкент, 2016 год - Улан-Батор,
Чемпион Республики Казахстан по международным шашкам среди мужчин 1986, 2012 и 2015 годов
Чемпионат Азии по международным шашкам среди мужчин (2013) — 12 место,
Чемпионат мира по международным шашкам среди мужчин 2013 — 29 место в финале Б.
Всемирные Интеллектуальные игры 2012 года — 50 место.
Кубок мира (2013) — 87 место.

## Опыт работы
2018 - по наст. время - независимый директор АО "BVF FUND", ТОО "BV Management"
2014 - по наст. время - независимый директор АО "КазТрансГаз"
2012 - по наст. время - Президент ОФ "Интеллектуальный спортивный клуб "Кибер100"
2012 г.- 2015 гг. — КДЮСШ-3, школа-лицей № 131, г. Алматы (Тренер-педагог)
2008—2009 гг. АО «ФНБ „Самрук-Казына“» (Директор Дирекции Электроэнергетических активов)
2006—2008 гг. Инвестиционная компания «Визор Холдинг» (Исполнительный директор по нефтегазовым проектам)
2005—2006 гг. АО «Казахстанкаспийшельф» (Зам. Ген. Директора по экономике и финансам)
1998—2005 гг. АО НК «Казмунайгаз» (Директор департаментов бюджетного планирования, проектного анализа, корпоративных финансов)
1994—1997 гг. «Эксимбанк Казахстан» (Управление финансами)
1993—1994 гг. Национальное Агентство по иностранным инвестициям при Минэкономике РК (Главный специалист Управления топливно-энергетического комплекса)
1991—1993 гг. Алматинский институт повышения квалификации руководящих работников энергетики (Доцент)
1981—1991 гг. Алматинский энергетический институт (Инженер, аспирант, преподаватель, старший преподаватель)